# Communauté d'agglomération du Caudrésis - Catésis
La communauté d’agglomération du Caudrésis – Catésis (CA2C) est une intercommunalité française créée fin 2011, située dans l’arrondissement de Cambrai, le département du Nord et la région Hauts-de-France, et qui succédait à une intercommunalité éponyme. 
Communauté de communes à sa création, elle devient communauté d'agglomération le 1er janvier 2019.

## Historique
- Au 1er janvier 2010, la communauté de communes du Caudrésis et la communauté de communes du Pays de Matisse fusionnent pour créer une première  communauté de communes du Caudrésis – Catésis[1].
- Au 1er janvier 2012, la communauté de communes de Haute Sambre-Bois l'Évêque et la communauté de communes de l'Espace Sud Cambrésis (à l'exception d'Esnes) fusionnent avec la communauté de communes du Caudrésis – Catésis, formant une nouvelle structure juridique créée par un arrêté préfectoral du 23 décembre 2011 et regroupant 46 communes. Elle conserve la dénomination de communauté de communes du Caudrésis – Catésis, mais est un autre organisme juridique que l'intercommunalité créée en 2010[2].
- Au 1er janvier 2019, la communauté de communes du Caudrésis – Catésis se transforme en communauté d'agglomération[3],[4].

## Territoire communautaire

### Géographie
La communauté d’agglomération du Caudrésis – Catésis réunit l'Est-Cambrésis et fait partie du Pays du Cambrésis et de l'aire concernée par son SCoT (document d'urbanisme).

### Composition
En 2025, la communauté d'agglomération est composée des 46 communes suivantes :

| Nom                           | Code Insee | Gentilé        | Superficie (km2) | Population (dernière pop. légale) | Densité (hab./km2) |
| ----------------------------- | ---------- | -------------- | ---------------- | --------------------------------- | ------------------ |
| Beauvois-en-Cambrésis (siège) | 59063      | Beauvoisiens   | 3,52             | 1 948 (2022)                      | 553                |
| Avesnes-les-Aubert            | 59037      | Avesnois       | 9,01             | 3 584 (2022)                      | 398                |
| Bazuel                        | 59055      | Bazuélois      | 11,81            | 549 (2022)                        | 46                 |
| Beaumont-en-Cambrésis         | 59059      | Beaumontois    | 3,31             | 457 (2022)                        | 138                |
| Bertry                        | 59074      | Bertrésiens    | 8,54             | 2 138 (2022)                      | 250                |
| Béthencourt                   | 59075      | Béthencourtois | 5,15             | 697 (2022)                        | 135                |
| Bévillers                     | 59081      | Bévillersois   | 4,79             | 537 (2022)                        | 112                |
| Boussières-en-Cambrésis       | 59102      | Boussiérois    | 4,82             | 450 (2022)                        | 93                 |
| Briastre                      | 59108      | Briastrois     | 6,92             | 695 (2022)                        | 100                |
| Busigny                       | 59118      | Busignois      | 16,47            | 2 437 (2022)                      | 148                |
| Carnières                     | 59132      | Carniérois     | 8,13             | 987 (2022)                        | 121                |
| Le Cateau-Cambrésis           | 59136      | Catésiens      | 27,24            | 6 846 (2022)                      | 251                |
| Catillon-sur-Sambre           | 59137      | Catillonnais   | 13,03            | 783 (2022)                        | 60                 |
| Cattenières                   | 59138      | Catteniérois   | 5,4              | 687 (2022)                        | 127                |
| Caudry                        | 59139      | Caudrésiens    | 12,94            | 14 032 (2022)                     | 1 084              |
| Caullery                      | 59140      | Caulleresiens  | 2,5              | 464 (2022)                        | 186                |
| Clary                         | 59149      | Clarysiens     | 9,93             | 1 087 (2022)                      | 109                |
| Dehéries                      | 59171      | Déhérisiens    | 1,87             | 42 (2022)                         | 22                 |
| Élincourt                     | 59191      | Élincourtois   | 8,41             | 618 (2022)                        | 73                 |
| Estourmel                     | 59213      | Estourmelois   | 5,45             | 470 (2022)                        | 86                 |
| Fontaine-au-Pire              | 59243      | Fontenois      | 7,57             | 1 209 (2022)                      | 160                |
| La Groise                     | 59274      | Groisiens      | 9,38             | 470 (2022)                        | 50                 |
| Haucourt-en-Cambrésis         | 59287      | Haucourtois    | 3,57             | 192 (2022)                        | 54                 |
| Honnechy                      | 59311      | Hunyclésiens   | 6,53             | 558 (2022)                        | 85                 |
| Inchy                         | 59321      | Inchésiens     | 3,9              | 627 (2022)                        | 161                |
| Ligny-en-Cambrésis            | 59349      | Lignysiens     | 8,79             | 1 874 (2022)                      | 213                |
| Malincourt                    | 59372      | Malincourtois  | 10,3             | 487 (2022)                        | 47                 |
| Maretz                        | 59382      | Maretziens     | 11,28            | 1 403 (2022)                      | 124                |
| Maurois                       | 59394      | Maurausiens    | 2,11             | 405 (2022)                        | 192                |
| Mazinghien                    | 59395      | Mazinghienois  | 9,01             | 279 (2022)                        | 31                 |
| Montay                        | 59412      | Montagnards    | 5,51             | 275 (2022)                        | 50                 |
| Montigny-en-Cambrésis         | 59413      | Montignaciens  | 5,87             | 552 (2022)                        | 94                 |
| Neuvilly                      | 59430      | Neuvillois     | 12,57            | 1 091 (2022)                      | 87                 |
| Ors                           | 59450      | Orsois         | 17,76            | 639 (2022)                        | 36                 |
| Pommereuil                    | 59465      | Pommereullois  | 6,45             | 779 (2022)                        | 121                |
| Quiévy                        | 59485      | Esquiévins     | 6,86             | 1 800 (2022)                      | 262                |
| Rejet-de-Beaulieu             | 59496      | Rejetois       | 6,35             | 227 (2022)                        | 36                 |
| Reumont                       | 59498      | Reumontois     | 2,77             | 341 (2022)                        | 123                |
| Saint-Aubert                  | 59528      | Aubertois      | 8,12             | 1 563 (2022)                      | 192                |
| Saint-Benin                   | 59531      | Saint-Beninois | 4,66             | 341 (2022)                        | 73                 |
| Saint-Hilaire-lez-Cambrai     | 59533      | Hilairiens     | 6,41             | 1 557 (2022)                      | 243                |
| Saint-Souplet                 | 59545      | Sulpiciens     | 12,66            | 1 197 (2022)                      | 95                 |
| Saint-Vaast-en-Cambrésis      | 59547      | Védastois      | 4,42             | 855 (2022)                        | 193                |
| Troisvilles                   | 59604      | Troisvillois   | 8,42             | 808 (2022)                        | 96                 |
| Villers-Outréaux              | 59624      | Villersois     | 7,09             | 2 137 (2022)                      | 301                |
| Walincourt-Selvigny           | 59631      | Walincourtois  | 15,07            | 2 091 (2022)                      | 139                |

### Démographie
| 1968   | 1975   | 1982   | 1990   | 1999   | 2006   | 2011   | 2016   | 2022   |
| ------ | ------ | ------ | ------ | ------ | ------ | ------ | ------ | ------ |
| 74 413 | 71 832 | 68 321 | 64 966 | 63 146 | 63 486 | 65 381 | 64 906 | 63 265 |

## Organisation

### Siège
Le siège de l'intercommunalité est situé rue Victor Watremez – RD 643 – ZA le bout des 19 à Beauvois-en-Cambrésis.

### Élus
La communauté d’agglomération est administrée par son conseil communautaire, composé pour le mandat 2020-2026  de 74 conseillers municipaux représentant chacune des communes membres  en fonction de sa population, de la manière suivante :
- 15 délégués pour Caudry ;
- 7 délégués pour Le Cateau-Cambrésis ;
- 3 délégués pour Avesnes-les-Aubert ;
- 2 délégués pour Beauvois-en-Cambrésis, Bertry, Busigny, Ligny-en-Cambrésis, Maretz, Villers-Outréaux et Walincourt-Selvigny ;
- 1 délégué ou son suppléant pour les autres communes.

Au terme des élections municipales de 2020 dans le Nord, le conseil communautaire renouvelé élit le 10 juillet 2020 son nouvel exécutif  ; Serge Siméon, maire du Cateau-Cambrésis et seul candidat, demeure à la tête de la CA2C. Jean-Paul Cailliez et Daniel Cattiaux quittent le conseil. Axelle Doerfer, Frédéric Baccout, Laurence Ribes, Stéphane Jumeaux et Pierre-Henri Dudant le rejoignent. Le bureau communautaire se féminise et le nombre de vice-présidents passe de neuf à douze. Il s'agit de :
1. Jacques Olivier, maire de Bertry, chargé de la mobilité, du foncier et du crématorium ;
2. Frédéric Bricout, maire de Caudry, chargé du développement économique et de la communication ;
3. Axelle Doerfer, première adjointe de Villers-Outréaux, chargée des finances ;
4. Alexandre Basquin, maire d’Avesnes-les-Aubert, chargé de l’habitat ;
5. Henri Quoniou, maire de Saint-Souplet, chargé des crèches, RAM, petite enfance, animations culturelles et fibre ;
6. Véronique Nicaise, maire de Saint-Benin, chargée de l'eau, assainissement, gestion des eaux pluviales urbaines (GEPU), GEMAPI ;
7. Michel Hennequart, maire de Mazinghien, chargé des relations extérieures ;
8. Frédéric Baccout, maire de Beaumont-en-Cambrésis, chargé des suivis de brigade, travaux et voiries communautaires ;
9. Joseph Modarelli, premier adjoint de Le Cateau-Cambrésis, chargé des espaces nautiques ;
10. Laurence Ribes, maire de Montay, chargée du tourisme et de la ruralité ;
11. Stéphane Jumeaux, maire de Saint-Vaast-en-Cambrésis, chargé de l'emploi, de la formation et du développement durable ;
12. Pierre-Henri Dudant, maire de Bévillers, chargé des plateaux sportifs et aires d’accueil des gens du voyage.

### Liste des présidents
| Période      | Période                      | Identité      | Étiquette    | Qualité |
| ------------ | ---------------------------- | ------------- | ------------ | --- |
| janvier 2010 | avril 2014                   | Gérard Devaux | PS           | Maire de Beauvois-en-Cambrésis (1977 → 2014) |
| avril 2014   | juillet 2017                 | Guy Bricout   | DVD puis UDI | Maire de Caudry (1995 → 2017), Conseiller général de Clary (1995 → 2015) conseiller départemental de Caudry (2015 → 2021) Député du Nord (18e circ.) (2017 → 2024) Démissionnaire |
| juillet 2017 | En cours (au 2 juillet 2025) | Serge Siméon  | UDI          | Maire du Cateau-Cambrésis (2001 →) Conseiller régional des Hauts-de-France (2016 → 2022) Réélu pour le mandat 2020-2026                                                           |

### Compétences
La communauté d’agglomération exerce des compétences qui lui ont été transférées par les communes qui la composent, dans les conditions définies par le Code général des collectivités territoriales. Il s'agit de :
- En matière d'aménagement de l'espace : aménagement de l'espace pour la conduite d'actions d'intérêt communautaire, schéma de cohérence territoriale, etc.
- En matière de développement économique : actions de développement économique, zones d'activités, politique locale du commerce et soutien aux activités commerciales d'intérêt communautaire, promotion du tourisme, dont la création d'offices de tourisme.
- Collecte, traitement des déchets des ménages et déchets assimilés.
- Aires d'accueil des gens du voyage.
- Gestion des milieux aquatiques et prévention des inondations (GEMAPI).
- En matière de protection et mise en valeur de l'environnement : brigade verte fonctionnant notamment sous le régime des ateliers chantiers d'insertion, charte de l'environnement du territoire, étude des bassins versants (Erclin, le torrent d’Esnes, le Riot de la Ville (Busigny-Maretz), la Selle, la Sambre, le Riot de la Warnelle, le Riot de Villers-Outréaux), travaux d'aménagement hydraulique et entretien des cours d'eau non domaniaux, schéma d'aménagement et de gestion des eaux de l'Escaut, diversification des sources d'énergie et promotion des énergies renouvelables, implantation d'éoliennes et élaboration de ZDE, chemins de randonnée d'intérêt communautaire :
  - le circuit Caudry – Beauvois-en-Cambrésis (avec le SIAT du Val du Riot) ;
  - le circuit des deux tours ;
  - le circuit du Tronquoy entre les communes de Montigny-en-Cambrésis, Bertry et Clary (inscrit au PDIPR) ;
  - le circuit « balade au cœur des vallées cambrésiennes » pour sa partie située sur les communes de Haucourt-en-Cambrésis, Walincourt-Selvigny, Dehéries, Malincourt et Villers-Outréaux (inscrit au PDIPR) ;
  - le circuit du canal de la Sambre à l'Oise sur le territoire de la commune de Rejet-de-Beaulieu ;
  - le sentier du ruisseau de Gourgouche sur le territoire de la commune de Rejet-de-Beaulieu ;
  - le sentier autour de Saint-Souplet sur le territoire de la commune de Saint-Souplet-Escaufourt ;
  - le sentier autour de Reumont sur le territoire de la commune de Reumont ;
  - le circuit d'Audencourt :
  - le chemin dit « des nonettes » pour sa partie située sur le territoire de la commune du Cateau-Cambrésis ;
  - le circuit des Mulquiniers (à inscrire au PDIPR) sur le territoire de la commune de Saint-Aubert : propositions de trois sentiers d'intérêt local (église du XVIIe siècle, moulin féodal et chapelles) ;
  - le circuit entre les communes de Carnières, Boussières-en-Cambrésis, Bévillers, Quiévy, Saint-Hilaire-lez-Cambrai, allant jusque Béthencourt et Beauvois-en-Cambrésis mais sans faire de boucles sur ces deux communes ;
  - la coulée verte située sur l'ancienne voie ferrée d'Avesnes-les-Aubert.
- En matière de politique du logement et du cadre de vie : programme local de l'habitat (PLH), lutte contre l'habitat insalubre et des logements indignes, programme d'intérêt général en faveur du logement, mise en valeur des éléments remarquables du patrimoine, visant à renforcer l'attractivité du territoire et expressément reconnus comme tel par l'assemblée communautaire (brasserie historique du Cateau-Cambrésis), mise en valeur et l'embellissement des communes membres, brigade du patrimoine fonctionnant notamment sous le régime des ateliers chantiers d'insertion, adhésion au CAUE.
- Voirie d'intérêt communautaire (voiries desservant les équipements communautaires existants ou à créer, voiries communales desservant au moins deux communes de la communauté entre elles et comprises entre chaque limite d'agglomération, l'allée des Érables à Bertry desservant l'entreprise Nicols.
- Équipements culturels et sportifs d'intérêt communautaire et équipements de l'enseignement préélémentaire et élémentaire d'intérêt communautaire, équipements nautiques d’intérêt communautaire (équipements nautiques intercommunaux de Caudry et Le Cateau-Cambrésis), plateaux sportifs et d'espaces de jeux dédiés à la petite enfance (coins des mamans) déclarés d'intérêt communautaire.
- En matière d'action sociale d'intérêt communautaire : actions en faveur des modes de garde des enfants de 0 à 6 ans (crèches, haltes-garderies, relais d'assistantes maternelles), accès à la formation et à l'insertion d'intérêt communautaire.
- En matière de tourisme : gestion d'aménagements collectifs communautaires liés aux sites du Bois l’Évêque, de la maison forestière Wilfred-Owen, de la brasserie historique du Cateau-Cambrésis et de l'estaminet de l'Ermitage.
- En matière de technologies de l'information et de la communication : actions favorisant l'accès aux technologies de l'information et de la communication et permettant le développement de ces technologies, réseaux et services locaux de communications électroniques.
- Éclairage public, hors illuminations de fin d'année, dans l'ensemble des communes membres.
- Crématorium.
- En matière de politique culturelle : soutien et participation financière à toute action culturelle et éducative communautaire en milieu scolaire (maternelle et primaire), concernant l'ensemble des écoles à savoir la piste d'éducation routière, l'achat de malle livres, la formation aux premiers secours, la prise en charge des dépenses liées aux malles de la science, la prise en charge des dépenses liées à l'apprentissage de la natation en milieu scolaire, les voyages et spectacles éducatifs proposés par la communauté, la fourniture ponctuelle de quatre postes informatiques recyclés au maximum par école située sur le territoire de la communauté et sur délibération concordante du conseil communautaire.
- Prévention et promotion de la santé : signature et mise en œuvre d'un contrat local de santé.

### Organismes de rattachement
La communauté d’agglomération est membre en 2025 des syndicats suivants :
- Syndicat mixte du Sud-Est de l'Escaut (SYMSEE)
- Syndicat mixte de l'Escaut et affluents ;
- Pôle d'équilibre territorial et rural du Pays du Cambrésis ;
- Pôle métropolitain du Hainaut-Cambrésis ;
- Syndicat inter-arrondissement de valorisation et d'élimination des déchets (SIAVED) ;
- Syndicat mixte de gestion du parc naturel régional de l'Avesnois
- SIDEN-SIAN
- Syndicat mixte d'aménagement du bassin de l'Erclin et des cours d'eau non domaniaux situés sur le territoire des membres du syndicat (SMABE).

### Régime fiscal et budget
La communauté d’agglomération est un établissement public de coopération intercommunale à fiscalité propre.
Afin de financer l'exercice de ses compétences, l'intercommunalité perçoit, comme toutes les communautés d'agglomération, la fiscalité professionnelle unique (FPU) – qui a succédé à la taxe professionnelle unique (TPU) – et assure une péréquation de ressources entre les communes résidentielles et celles dotées de zones d'activité.
Elle collecte également la taxe d'enlèvement des ordures ménagères (TEOM), qui finance le fonctionnement de ce service.
Elle ne reverse pas de dotation de solidarité communautaire (DSC) à ses communes membres.
En 2025, la communauté d'agglomération perçoit une dotation globale de fonctionnement de 4 877 436 €, soit 76,18 €/habitant.

### Identité visuelle

Logo de la communauté de communes de 2010 à 2019.
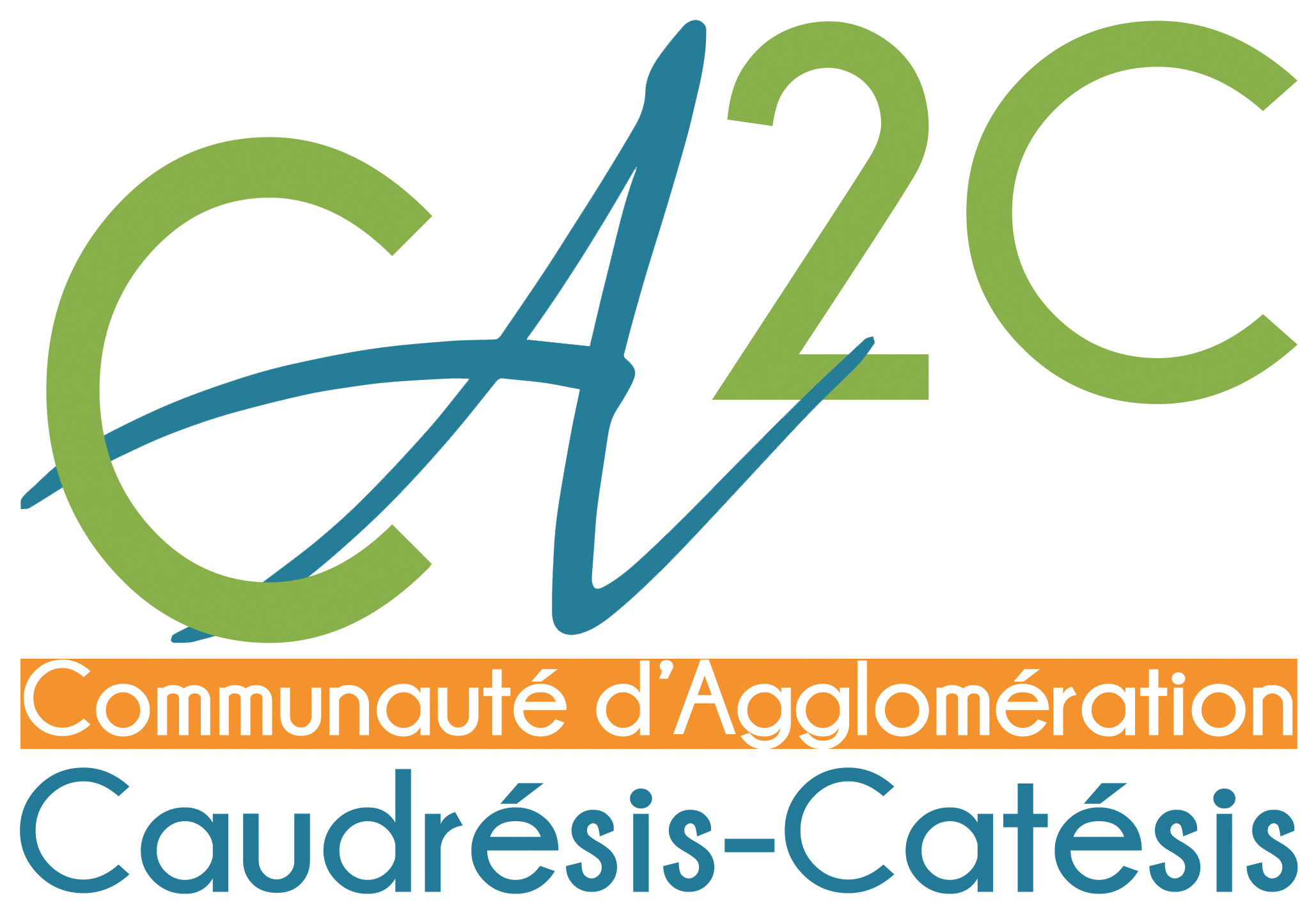
Logo de la communauté d’agglomération depuis 2019.

## Projets et réalisations
Conformément aux dispositions légales, une communauté de communes a pour objet d'associer des « communes au sein d'un espace de solidarité, en vue de l'élaboration d'un projet commun de développement et d'aménagement de l'espace ».